# Mevlanaia capparidana
Mevlanaia capparidana är en fjärilsart som beskrevs av Philipp Christoph Zeller 1847. Mevlanaia capparidana ingår i släktet Mevlanaia och familjen vecklare. Inga underarter finns listade i Catalogue of Life.